# Leptocentrus abdullah
Leptocentrus abdullah är en insektsart som beskrevs av William Lucas Distant. Leptocentrus abdullah ingår i släktet Leptocentrus och familjen hornstritar. Inga underarter finns listade i Catalogue of Life.